# Thrity Umrigar
Thrity Umrigar – amerykańska pisarka i dziennikarka, pochodzenia indyjskiego. Pochodzi z Parsów. Urodzona w Bombaju, w wieku 21 lat wyjechała z Indii. Jako dziennikarka pisała m.in. dla Washington Post, Plain Dealer, współpracuje z Boston Globe’s. Naucza pisarstwa i wykłada literaturę na uniwersytecie Case Western Reserve w Cleveland, w Ohio. Zdobyła nagrodę Niemana na uniwersytecie Harvarda. Mieszka w Cleveland, w stanie Ohio. Posiada doktorat w zakresie literatury angielskiej (ukończyła studia na Uniwersytecie Bombajskim i na stanowych uniwersytetach w Ohio Kent State University i Ohio State University).

## Twórczość
- Bombay Time
- If Today Be Sweet
- The Space Between Us (2005) (Przepaść między nami 2008)
- First Darling of The Morning
- The Weight of Heaven